# 브리아드

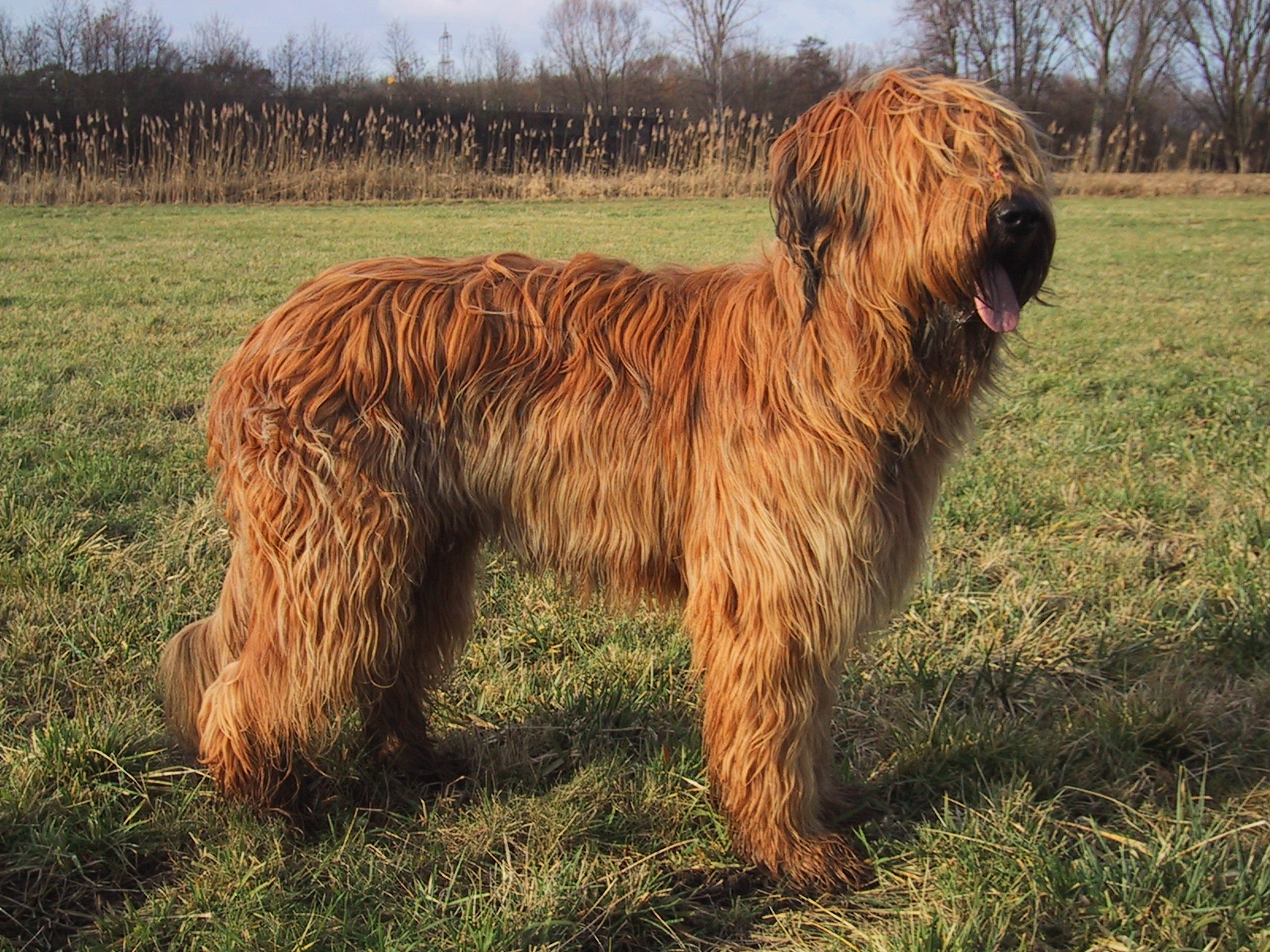
브리아드

브리아드(Briard) 프랑스 원산으로 늑대로부터 양을 보호하는 목양견으로서 길러졌으며, 집 지키기·짐수레 끌기 등에도 이용되었다. 어깨높이 56~68cm, 몸무게 30kg 정도이다. 19세기 초까지 이름이 없다가 파리 근교 브리(Brie) 지방의 목양견으로서 '브리아드'라는 이름이 지어졌다. 털이 길고 탐스러우며 몸빛깔은 검은색·회색·옅은 갈색 등이다.